# Sten Öberg
Sten-Gunnar Öberg, född 20 april 1938 i Umeå stadsförsamling i Västerbotten, är en svensk trumslagare och jazzmusiker.

## Biografi
Sten Öberg kommer från en musikalisk familj där hans äldre bror Stig-Ola Öberg spelade trummor och hans yngre bror Staffan Öberg spelar saxofon. Sten Öberg köpte sitt första trumset som 14-åring, 1952. Fem år senare, 1957, började Sten Öberg spela med Lars Lystedts kvintett. Tillsammans med kvintetten vann Sten Öberg och de övriga jazzfestivalen i Kramfors tre år i rad, 1959-1961.
På den första upplagan av Umeå Jazzfestival 1968 spelade Öberg tillsammans med Bernt Egerbladhs trio och fick då kompa bland andra Dexter Gordon. Gordon blev så pass imponerad av Öbergs spel att han försökte övertala honom att satsa på musiken som yrke, något som Öberg dock valde att inte göra. 
Bland andra internationellt kända musiker som Sten Öberg spelat med kan även nämnas pianisten Bill Evans samt saxofonisten Lars Gullin, trumpetaren Anders Bergcrantz med flera. Öberg har under många år även haft en egen Gullin-grupp där bland andra Lars-Göran Ulander ingått.
Sten Öberg är farbror till pianisten Mats Öberg.

## Utmärkelser
- Solistpris vid Jazzfestivalen i Kramfors, 1958-1961.
- Pris som Europas bästa trumslagare vid Jazzfestivalen i Zürich 1967
- Solistpris vid SM i gladjazz i Ljungby 1996
- Hedersgäst vid Umeå Jazzfestival 1997
- Lars Gullin-priset 2023